# Itelmenita
La itelmenita és un mineral de la classe dels sulfats.

## Característiques
La itelmenita és un sulfat de fórmula química Na₄Mg₃Cu₃(SO₄)₈. Va ser aprovada com a espècie vàlida per l'Associació Mineralògica Internacional l'any 2015. Cristal·litza en el sistema ortoròmbic. Químicament és similar a la dravertita i a la saranchinaïta, tot i que una mica més simple.

## Formació i jaciments
Va ser descoberta al con d'escòries Naboko, al volcà Tolbàtxik, que es troba a l'óblast de Kamtxatka (Districte Federal de l'Extrem Orient, Rússia). Es tracta de l'únic indret on ha estat trobada aquesta espècie mineral.